# Frechheit siegt
Frechheit siegt ist eine US-amerikanische Filmkomödie aus dem Jahr 1932 von Harry A. Pollard mit William Haines und Madge Evans in den Hauptrollen. Der Pre-Code-Film wurde von Metro-Goldwyn-Mayer produziert und basiert auf dem Roman Let's Go von E. J. Rath.

## Handlung
Der Seemann Sandy Norton und sein Kumpel Bumpy Jurgens, versuchen, einen Gasturbinenmotor für Boote zu entwickeln. Sie verlassen die Marine, nachdem einer ihrer Motoren das Boot des Admirals explodieren ließ. Einen Job im zivilen Leben zu finden, stellt sich als großes Problem dar. Als sie eines Tages ein kleines Boot rudern, werden sie versehentlich von Shirley Jamesons Yacht getroffen. Shirley versucht, ihnen aus dem Wasser zu helfen. Als Sandy anfängt, nach der spärlich bekleideten Shirley zu greifen, glaubt sie, dass er nicht schwimmen kann, schlägt ihn bewusstlos und zerrt ihn an Bord.
Shirleys Vater, James D. Jameson, besitzt die finanziell angeschlagene Jameson Bootswerft, die sowohl Schnellboote als auch große Schiffe baut. Clarence Burton, Jamesons Bankier und zukünftiger Schwiegersohn, rät ihm, auf Schnellboote zu verzichten, doch er zögert, dies zu tun. Als Shirley im Büro ihres Vaters in Catalina ankommt, bittet sie ihn, Sandy einen Job zu geben, weil sie sich in ihn verliebt hat. Als sie jedoch herausfindet, dass er wirklich schwimmen kann, wird sie wütend und wirft ihn von ihrem Boot, wodurch er und Bumpy in Catalina stranden. Beiden droht eine Gefängnisstrafe wegen Landstreicherei, wenn sie keinen Job finden. Sandy kommt auf die Idee, Jamesons Schnellboote für ein Rennen „auszuleihen“. Das Rennen erweist sich als äußerst beliebt und zieht sogar Jameson selbst an, der seinen Namen nicht preisgibt. Er genießt die Fahrt und ist beeindruckt von Sandys Vorschlag für ein ultraschnelles Rennboot mit neuem Motor, für das er sich den Namen „Miss Victory“ ausgedacht hat. Deshalb engagiert er Sandy, trotz der Einwände von Burton, der ihn warnt, dass das Projekt ihn in den Bankrott treiben könnte. Shirley wendet sich an Sandy, der verspricht, ihrem Vater die Idee auszureden, aber erfolglos bleibt.
Shirley ist wütend, gibt aber nach, da sie weiß, wie sehr ihr Vater das bevorstehende Rennen des America’s Cup gewinnen möchte. Bei der Probefahrt mit dem neuen Boot geraten die Männer in Seenot, als das Boot Feuer fängt und Jameson schwer verletzt wird. Shirley gibt Sandy die Schuld an der Verletzung und dem daraus resultierenden geschäftlichen Scheitern, obwohl Jameson weiß, dass sie mit den anderen Teilnehmern auf Augenhöhe waren. Sandy sagt, er wisse jetzt, was mit dem Motor nicht stimmte, und wolle ihn vor dem Rennen reparieren. Um seine Aufrichtigkeit zu beweisen, übertragen er und Bumpy ihre Eigentumsrechte am Motor an Jameson. Der schlägt vor, dass sie von Burton Geld für die Entwicklung verlangen. Burton weigert sich, er will Jamesons Unternehmen heimlich ruinieren, um es dann günstig übernehmen zu können. Als Sandy und Bumpy sich an Bord ihres Bootes schleichen, sehen sie, dass der Motor gereinigt und überholt wurde. Sandy schleicht sich zurück zu Burtons Boot und hört, wie er einem Rumschmuggler Geld anbietet, der das Boot bei einer Zwangsversteigerung kaufen soll.
Sandy, der sich als Polizist ausgibt, geht an Bord einer Yacht, auf der Alkohol ausgeschenkt wird. Er lässt sich vom Besitzer „bestechen“, damit er seine Gäste nicht verhaftet, und hinterlässt dann einen Schuldschein für eine Teilbeteiligung an „Miss Victory“. Nachdem sie den Betrug noch ein paar Mal versucht haben, haben Sandy und Bumpy endlich genug Geld, um den Motor zu reparieren. Burton hat jedoch inzwischen die Opfer organisiert, die eine Belohnung von 10.000 US-Dollar für die Gefangennahme von Sandy und Bumpy wegen „Piraterie“ ausloben. Derweil hofft Jameson immer noch, das Rennen zugewinnen. Er feuert Sandy und Bumpy an, als sie Shirley während der Hochzeit mit Burton „entführen“. Als Shirley endlich erkennt, dass sie Sandy wirklich liebt, hilft sie ihnen, der Wasserschutzpolizei zu entkommen. Nachdem einige Schläger versuchen, Sandy und Bumpy zu töten, entdeckt sie, dass Burton versucht hat, den Erfolg des Motors zu sabotieren.
Während des Rennens, tritt ein Motorschaden auf. Gerade rechtzeitig können Sandy und Bumpy den Schaden reparieren und dem nahenden Polizeiboot knapp entkommen. Sie nehmen das Rennen wieder auf, während Bumpy verhindert, dass die „Miss Victory“ zu viel Benzin verliert. Tatsächlich schaffen sie es, das Rennen zu gewinnen. Jameson verkündet, dass er plant, den Piraten in der Familie zu behalten. Alle Leute, denen Schuldscheine gegeben wurden, ziehen die Anklage zurück, einschließlich Burton, der von Shirley gewarnt wird, dass seine Schmuggeltätigkeit an die Öffentlichkeit gelangen könnte, wenn er die Klage aufrechterhalten wolle.

## Hintergrund
Gedreht wurde der Film vom 26. September bis Anfang November 1932 auf Santa Catalina Island, in der San Pedro Bay sowie in den MGM-Studios in Culver City.
Der Filmproduzent Pete Smith, der in dem Film sich selbst als Rennsprecher spielte, war in den 1930er und 1940er Jahren ein bekannter Erzähler vieler MGM-Kurzfilme.
Für Karl Dane war es die letzte Rolle in einem Spielfilm, während Arthur Byron und Beatrice Roberts ihre Filmdebüts gaben. Auch für Regisseur Pollard war es die letzte Filmarbeit.
Cedric Gibbons oblag die künstlerische Leitung. Gilbert Adrian war für das Kostümbild zuständig. Verantwortlicher Toningenieur war Douglas Shearer. Charles Dorian arbeitete als Regieassistent.

## Veröffentlichung
Die Premiere des Films fand am 16. Dezember 1932 statt. In Österreich kam er am 19. Januar 1934 in die Kinos.

## Kritiken
Der Kritiker des TV Guide sah einen Film mit einigen guten Rennszenen, der ansonsten eher langweilig sei.